# Liste des distinctions de Julia Michaels
 (février 2020).
Si vous disposez d'ouvrages ou d'articles de référence ou si vous connaissez des sites web de qualité traitant du thème abordé ici, merci de compléter l'article en donnant les références utiles à sa vérifiabilité et en les liant à la section « Notes et références ».
La liste des distinctions de Julia Michaels comprend les récompenses et propositions de récompenses que la chanteuse a reçu durant sa carrière solo.

## NRJ Music Awards
| Année | Titre                                | Nomination | Résultat | Référence |
| ----- | ------------------------------------ | ---------- | -------- | --------- |
| 2017  | Révélation internationale de l'année | Elle-même  | Nommée   |           |

## American Music Awards
Créé par Dick Clark en 1973, le American Music Awards est une cérémonie annuelle de récompenses très célèbre aux États-Unis.
| Année | Titre                     | Nomination | Résultat | Référence |
| ----- | ------------------------- | ---------- | -------- | --------- |
| 2017  | Nouvel artiste de l'année | Elle-même  | Nommée   |           |

## Billboard Music Award
Le Billboard Music Awards est connu pour honorer les artistes pour leur performance commerciale aux États-Unis.
| Année | Titre                  | Nomination | Résultat | Référence |
| ----- | ---------------------- | ---------- | -------- | --------- |
| 2017  | Artiste le plus repris | "Issues"   | Nommée   |           |

## Grammy Awards
Les Grammy Awards est une cérémonie annuelle de récompenses de l'industrie de la musique.
| Année | Titre                   | Nomination | Résultat | Référence |
| ----- | ----------------------- | ---------- | -------- | --------- |
| 2018  | Chanson de l'année      | "Issues"   | Nommée   |           |
| 2018  | Meilleur nouvel artiste | Elle-même  | Nommée   |           |

## MTV Video Music Awards
| Année | Titre                   | Nomination | Résultat | Reference |
| ----- | ----------------------- | ---------- | -------- | --------- |
| 2017  | Meilleur nouvel artiste | Elle-même  | Nommée   |           |

## MTV Europe Music Awards
| Année | Titre     | Nomination | Résultat | Référence |
| ----- | --------- | ---------- | -------- | --------- |
| 2017  | Best New  | Elle-même  | Nommée   |           |
| 2017  | Best Push | Elle-même  | Nommée   |           |

## BreakTudo Award
| Année | Titre                        | Nomination | Résultat | Référence |
| ----- | ---------------------------- | ---------- | -------- | --------- |
| 2017  | Nouvel artiste international | Elle-même  | Nommée   |           |

## iHeartRadio Music Awards
| Année | Titre                       | Nomination | Résultat | Référence |
| ----- | --------------------------- | ---------- | -------- | --------- |
| 2018  | Meilleur nouvel artiste pop | Elle-même  | Nommée   |           |

## Radio Disney Music Awards
| Année | Titre                 | Nomination | Résultat | Référence |
| ----- | --------------------- | ---------- | -------- | --------- |
| 2018  | Révélation de l'année | Elle-même  | Nommée   |           |